# Banyamulenge

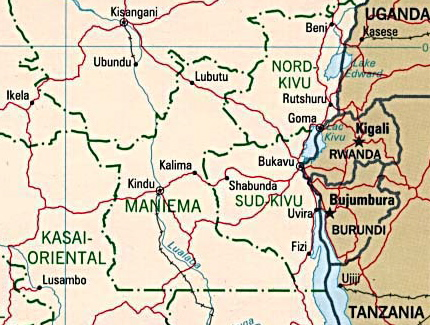
Kaart van Oost-Congo en Rwanda, met Zuid-Kivu rechts van het midden.

Banyamulenge betekent letterlijk "mensen van Mulenge" (Itombwe-plateau, Zuid-Kivu).
Banyamulenge zijn Banyarwanda die voor 1885 uit het zuidwesten van Rwanda naar Zuid-Kivu zijn gekomen. Hun aantal wordt geschat op niet meer dan 50.000, waarschijnlijk zelfs nog minder. Aangezien ze voor 1885 geïmmigreerd waren mogen Banyamulenge zich volgens de Zaïrese Nationaliteitswet uit 1981 Zaïrees staatsburger noemen.
De Zaïrese Nationaliteitswet van 1981 vermeldt het volgende: "Zaïrees is iedereen van wie een van de voorouders een lid is of was van een van de stammen die gevestigd waren op het grondgebied van de Republiek Zaïre, binnen de grenzen van 1 augustus 1885".
In 1885 werd wat nu de Democratische Republiek Congo heet op de Conferentie van Berlijn toegekend aan koning Leopold II van België. Banyamulenge kunnen dus beschouwd als oorspronkelijke bewoners van de DRC, met bijhorende politieke rechten. Dit is belangrijk omdat er sindsdien heel wat nieuwkomelingen uit Rwanda bij gekomen zijn. De grote groepen vluchtelingen die sinds 1994 het Oosten van Congo binnen kwamen hebben daar een aanzienlijk destabiliserend effect.
Hoewel deze nieuwkomers geen recht hebben op het Congolese staatsburgerschap kan de regering in de praktijk op het terrein hier weinig tegen beginnen, wegens de zwakke structuren van het Congolese overheidsapparaat.
Sommige elementen willen de benaming Banyamulenge gebruiken voor alle Banyarwanda. Met name de dissident Laurent Nkunda en zijn militie beroepen er zich op de Banyamulenge te verdedigen. De controverse bestaat erin dat zij de term Banyamulenge verwarren met Banyarwanda. Banyarwanda ("mensen van Rwanda") zijn allen van Rwandese afkomst die momenteel in het Oosten van Congo verblijven, een veel grotere groep dan de Banyamulenge.